# 韮澤雄也
韮澤 雄也（にらさわ ゆうや、2001年5月20日 - ）は、新潟県魚沼市出身のプロ野球選手（内野手）。右投左打。広島東洋カープ所属。

## 経歴

### プロ入り前
小学1年から新潟南リトルで野球を始め、魚沼市立堀之内中学校時代は新潟シニアに所属し、2年時には日本選手権、3年時にはジャイアンツ杯に出場した。
花咲徳栄高等学校では1年春からベンチ入りし、夏の全国高等学校野球選手権大会では控え選手ながら埼玉県勢初の全国制覇を経験。1年秋から3番・遊撃手のレギュラーを掴み、2年夏の全国高等学校野球選手権大会では、2回戦で横浜高校に敗れたが、及川雅貴から適時打を放つなど2試合で5打数2安打。3年夏の全国高等学校野球選手権大会は初戦敗退に終わるが、3年連続で夏の甲子園に出場した。高校通算16本塁打を記録。高校の1学年上に野村佑希、松井颯、1学年下に井上朋也、2学年上には西川愛也、清水達也、2学年下に味谷大誠がいた。U-18ワールドカップの日本代表では一塁手として全試合に出場し、打率.345、4打点の活躍で一塁手のベストナインに選ばれた。
2019年10月17日に行われたプロ野球ドラフト会議にて広島東洋カープから4巡目指名を受け、11月18日に契約金4000万円、年俸500万円で仮契約を結び、入団。

### 広島時代
2020年は、ウエスタン・リーグ68試合に出場し、打率.229、0本塁打、13打点の成績だった。守備は遊撃、二塁、三塁を守り、本職の遊撃では19試合で2失策、守備率.975と高い数字を残した。
2021年は、ウエスタン・リーグに74試合出場し、打率.255。打撃に力強さが加わり、前年0本だった本塁打も4本記録した。
2022年は、5月3日の読売ジャイアンツ戦（MAZDA Zoom-Zoom スタジアム広島）で一軍初出場を果たす。その後は二軍に降格するが、8月16日にチーム内で多数の新型コロナウィルス陽性者が出たため、急遽一軍に昇格する。8月17日の中日ドラゴンズ戦でプロ初スタメンを果たし、8月21日の横浜DeNAベイスターズ戦（横浜スタジアム）で京山将弥からプロ初安打を記録した。一軍での出場は7試合で打率は.100だった。
2023年は、初めて開幕一軍を迎える。4月27日の中日ドラゴンズ戦（マツダスタジアム）で延長12回の二死満塁の場面で代打起用されると押し出し四球を選びサヨナラ勝利。プロ初打点を記録した。その後も一軍帯同が続いたが、7月3日に登録抹消。9月10月には、ウエスタン・リーグで打率.366、出塁率.418の成績を残し、ファーム月間MVPを受賞した。10月19日の阪神タイガースとのクライマックスシリーズ第2戦の初戦（甲子園球場）では、二軍で対戦した際の村上頌樹との相性を買われ、8番・一塁手としてスタメンに抜擢されるが、2打数無安打。さらに9番村上の打球を捕球できずにヒットにしてしまうプレーもあり、1試合で登録抹消となった。二軍では、50試合の出場で打率.289と安定した打撃成績を残すが、一軍では45試合に出場し打率.140と結果を残せなかった。
2024年は、開幕から二軍生活が続いていたが、シーズン終盤の9月20日に一軍に昇格した。数試合でスタメン起用されたが11試合15打席、打率.133、2安打0本塁打0打点に留まり、10月5日に登録抹消された。ウエスタン・リーグでの最終成績は98試合、打率.260、78安打2本塁打31打点。

## 選手としての特徴・人物
巧みなバットコントロールで広角に打ち分ける打撃と堅実な守備が武器の内野手。
愛称は苗字にちなんだ「ニラ」「ニラレバ」「レバニラ」「ニラ玉」など多数あり、その中で気に入っているのは「ニラ」「ニラレバ」。
魚沼市にある実家は米農家で、祖父母がコシヒカリを作っている。

## 詳細情報

### 年度別打撃成績
| 年 度     | 球 団     | 試 合 | 打 席 | 打 数 | 得 点 | 安 打 | 二 塁 打 | 三 塁 打 | 本 塁 打 | 塁 打 | 打 点 | 盗 塁 | 盗 塁 死 | 犠 打 | 犠 飛 | 四 球 | 敬 遠 | 死 球 | 三 振 | 併 殺 打 | 打 率 | 出 塁 率 | 長 打 率 | O P S |
| --------- | --------- | ----- | ----- | ----- | ----- | ----- | -------- | -------- | -------- | ----- | ----- | ----- | -------- | ----- | ----- | ----- | ----- | ----- | ----- | -------- | ----- | -------- | -------- | ----- |
| 2022      | 広島      | 7     | 12    | 10    | 0     | 1     | 0        | 0        | 0        | 1     | 0     | 0     | 0        | 1     | 0     | 1     | 0     | 0     | 1     | 0        | .100  | .182     | .100     | .282  |
| 2023      | 広島      | 45    | 55    | 50    | 5     | 7     | 2        | 0        | 0        | 9     | 3     | 0     | 0        | 0     | 0     | 5     | 1     | 0     | 13    | 3        | .140  | .218     | .180     | .398  |
| 2024      | 広島      | 11    | 15    | 15    | 1     | 2     | 0        | 0        | 0        | 2     | 0     | 0     | 0        | 0     | 0     | 0     | 0     | 0     | 2     | 1        | .133  | .133     | .133     | .267  |
| 通算：3年 | 通算：3年 | 63    | 82    | 75    | 6     | 10    | 2        | 0        | 0        | 12    | 3     | 0     | 0        | 1     | 0     | 6     | 1     | 0     | 16    | 4        | .133  | .198     | .160     | .358  |

- 2024年度シーズン終了時

### 年度別守備成績
| 年 度 | 球 団 | 一塁  | 一塁  | 一塁  | 一塁  | 一塁  | 一塁     | 二塁  | 二塁  | 二塁  | 二塁  | 二塁  | 二塁     | 三塁  | 三塁  | 三塁  | 三塁  | 三塁  | 三塁     | 遊撃  | 遊撃  | 遊撃  | 遊撃  | 遊撃  | 遊撃     |
| 年 度 | 球 団 | 試 合 | 刺 殺 | 補 殺 | 失 策 | 併 殺 | 守 備 率 | 試 合 | 刺 殺 | 補 殺 | 失 策 | 併 殺 | 守 備 率 | 試 合 | 刺 殺 | 補 殺 | 失 策 | 併 殺 | 守 備 率 | 試 合 | 刺 殺 | 補 殺 | 失 策 | 併 殺 | 守 備 率 |
| ----- | ----- | ----- | ----- | ----- | ----- | ----- | -------- | ----- | ----- | ----- | ----- | ----- | -------- | ----- | ----- | ----- | ----- | ----- | -------- | ----- | ----- | ----- | ----- | ----- | -------- |
| 2022  | 広島  | -     | -     | -     | -     | -     | -        | 3     | 4     | 10    | 1     | 0     | .933     | -     | -     | -     | -     | -     | -        | -     | -     | -     | -     | -     | -        |
| 2023  | 広島  | 20    | 26    | 1     | 0     | 4     | 1.000    | 5     | 6     | 10    | 0     | 2     | 1.000    | 3     | 4     | 6     | 1     | 3     | .909     | 2     | 1     | 6     | 0     | 1     | 1.000    |
| 2024  | 広島  | 5     | 16    | 2     | 0     | 2     | 1.000    | 1     | 5     | 2     | 0     | 0     | 1.000    | -     | -     | -     | -     | -     | -        | -     | -     | -     | -     | -     | -        |
| 通算  | 通算  | 20    | 26    | 1     | 0     | 4     | 1.000    | 8     | 10    | 20    | 1     | 2     | .968     | 3     | 4     | 6     | 1     | 3     | .909     | 2     | 1     | 6     | 0     | 1     | 1.000    |

- 2024年度シーズン終了時

### 記録
初記録
- 初出場・初打席：2022年5月3日、対読売ジャイアンツ7回戦（MAZDA Zoom-Zoom スタジアム広島）、8回裏に坂倉将吾の代打で出場、平内龍太から四球
- 初先発出場：2022年8月17日、対中日ドラゴンズ19回戦（MAZDA Zoom-Zoom スタジアム広島）、8番・二塁手で先発出場
- 初安打：2022年8月21日、対横浜DeNAベイスターズ20回戦（横浜スタジアム）、5回表に大道温貴の代打で出場、京山将弥から左前安打
- 初打点：2023年4月27日、対中日ドラゴンズ4回戦（MAZDA Zoom-Zoom スタジアム広島）、12回裏に砂田毅樹からサヨナラ押し出し四球[28]

### 背番号
- 54（2020年 - ）